# 群体智能
群体智能（英語：Swarm intelligence,SI）源于对以蚂蚁、蜜蜂等为代表的社会性昆虫的群体行为的研究。最早被用在细胞机器人系统（cellular robotic system）的描述中。它的控制是分布式的，不存在中心控制。群体具有自组织性。